# Metropolitano de Valência (Espanha)
O Metro de Valência é um sistema de metropolitano que serve a cidade espanhola de Valência.
O metro de Valência é gerido pela Ferrocarrils de la Generalitat Valenciana (FGV) que foi constituída em 1986 após o final do processo de transferências para a Comunidade Valenciana dos serviços de transporte que, até então, eram explorados pela Ferrocarriles Españoles de Vía Estrecha (FEVE) dependente da Administração Central do Estado.
FGV é uma empresa de direito público, com personalidade jurídica própria e independente, sujeita a um ordenamento jurídico privado e goza de autonomia na sua organização, de património e capacidade plena para o desenvolvimento dos seus fins (Lei da la Generalitat Valenciana 4/86).
FGV gere os serviços de transporte de viajantes e das infra-estruturas das linhas de via estreita e de outras das linhas pela Comunidade Valenciana. Estes serviços são prestados através de duas marcas comerciais:
A Metrovalencia engloba a rede que cobre a cidade de Valência, a sua área metropolitana e zonas de influência.
O TRAM Metropolitano de Alicante tem uma rede que serve a cidade de Alicante, a sua área metropolitana e a Costa Branca.